# Krzysztof Podsiadło
Krzysztof Władysław Podsiadło (ur. 16 lutego 1962 w Sosnowcu) – polski hokeista na lodzie, trener, olimpijczyk z Calgary 1988.
Hokeistami zostali także jego syn Łukasz Podsiadło i zięć Tomasz Kozłowski.

## Kariera
- Zagłębie Sosnowiec (1980-1990)
- AIK Härnösand (1990-1993)
- GKS Tychy (1993-1995)
- Naprzód Janów (1995-1996)
- Cracovia (1996-1997)
- GKS Katowice (1997-1999)
- SMS Warszawa (1999)
- STH Zagłębie Sosnowiec (1999-2003)

Do 2 października 2012 roku asystent, a od tej pory I trener Zagłębia Sosnowiec.

## Osiągnięcia
- Mistrz Polski lata 1980-1983, 1985
- Wicemistrzostwo Polski w roku 1984

## Reprezentacja Polski
W reprezentacji Polski rozegrał (lata 1981-1990) 57 spotkań zdobywając w nich 4 bramki. Uczestnik mistrzostw świata w Klagenfurcie (1982) (gr. B-3) – 11. miejsce, Moskwie (1986) – 8. miejsce, Canazei (1987) (gr. B-1) – 9. miejsce, Sztokholm (1989) – 7. miejsce, Lyon (1990) (gr. B-6) – 14. miejsce.
Był uczestnikiem turnieju ollimpijskiego w 1988 roku w Calgary, podczas którego Polska zajęła 10. miejsce.

## Odznaczenia
- Srebrny Krzyż Zasługi (2005)[3]